# Волконский, Иван Фёдорович Чермный
Князь Иван Фёдорович Волконский по прозванию Чермный († 1641) — сын боярский, голова и воевода в Смутное время и во времена правления Михаила Фёдоровича и Алексея Михайловича. От него князья Волконские старшей ветви стали прозываться Чермные.
Старший из 4 сыновей князя Фёдора Ивановича Волконского, правнука Василия Константиновича Волконского, родоначальника 1-й ветви князей Волконских. Имел братьев, князей: голова (1615) Василий Фёдорович и Фёдора Фёдоровича Шериха.

## Биография
В Смутное время ходил с царём Василием IV Ивановичем Шуйским на Лжедмитрия II под Тулу (1607). На царской свадьбе Василия Шуйского упомянут в числе поезжан (17 января 1608). Участник московского осадного сидения (1608), за что пожалован вотчинами. Принял активное участие в деятельности по возвышению Романовых и избрания на царство Михаила Фёдоровича (1613).  Воевода в Ряжске (1614), Угличе (1615), Лебедяни (1616), откуда отправлен в Дикое поле со сторожевым полком против татар (1617). Значится на Темникове (1620-1623). Числился разрядами объезжим головой в Китай-городе (1624), Определён в Передовой полк на Михайлов (начало 1625), где Ульян Ляпунов с сродником Владимиром — сыном Прокофия Ляпунова обвиняли князя Ивана Фёдоровича в незаконном происхождении (1625).  Назначен осадным воеводою в Переслав-Рязанский (23 июня 1625-1627). Участвовал в защите Никитских ворот во время набега крымских татар на Москву (21 июня 1631). Обедал у Государя (10 октября 1635). Руководил городским строительством в Ростове (1636). Воевода в Вологде (1637-1639). По Боярской книге (1641) его оклад 900 четей, да придача 100 четей за службу по строительству в Ростове.
Владел поместьем, село Канищево в Рязанском уезде (1630), которое после его смерти отошло жене и сыну Владимиру Ивановичу (1642).
Умер (ноябрь 1641).

## Семья
Жена Александра, упомянута, как владелица села Старое-Соболево в Рязанском уезде (1646).
Дети:
- Князь Волконский Фёдор Иванович — пожалован из жильцов в патриаршие стольники (1626), московский дворянин (1629-1640), бездетный.
- Князь Волконский Иван Иванович — пожалован их жильцов в патриаршие стольники (01 апреля 1626), сопровождал дядю Фёдора Фёдоровича в Грузию (1636), участвовал в походе на Польшу (1654-1656).
- Князь Волконский Михаил Иванович († 1678) — из жильцов пожалован в стряпчие (1627), стольник (1629), воевода в Хотмыже (1647), 2-й осадный воевода в Пскове (1661-1663).
- Князь Волконский Пётр Иванович — в походе на Казыев улус повоевал многих татар, за что получил атласную золотую шубу на соболях, серебряный кубок и придачу к денежному окладу в 60 рублей (1634), воевода в Ряжске (1647-1649), участвовал в Ливонской войне (1654-1656), участник Конотопского боя (1659), жена Мария Ивановна урождённая Сурмина.
- Князь Волконский Давыд Иванович — из жильцов пожалован в стольники (1640), сопровождал Государя в Троице-Сергиев монастырь (26 сентября 1651), тоже в Звенигород (15 января 1652), жена Аграфена Никифоровна урождённая княжна Мещерская.
- Князь Волконский Владимир Иванович — окольничий.